# Itoman
Itoman (糸満市, Itoman-shi) est une ville située dans la préfecture d'Okinawa, au Japon.

## Géographie

### Situation
La ville d'Itoman est située dans le sud de l'île d'Okinawa, au Japon. Elle fait partie de l'agglomération de Naha, la capitale de la préfecture d'Okinawa et couvre la pointe sud de l'île sur 46,63 km.

### Démographie
En février 2025, la population d'Itoman s'élevait à 62 275 habitants.

## Histoire
Le bourg d'Itoman a été créé en 1908. Il obtient le statut de ville en 1971.
Itoman était l'une des dernières poches de résistance de l'île lors de la bataille d'Okinawa en juin 1945.

## Musées et institutions
- Musée préfectoral mémorial de la paix d'Okinawa
- Musée de la Paix Himeyuri
- Mémorial Himeyuri

## Patrimoine culturel et naturel
La ville d’Itoman compte quatorze éléments désignés ou enregistrés comme patrimoine matériel, culturel ou naturel, au niveau national, préfectoral ou municipal. 
- Nom (japonais) (type d’enregistrement)

### Patrimoine matériel
- Cloche de l’ancien temple Ryūshō-ji (梵鐘(旧竜翔寺鐘)?) (Préfectoral)
- Inscription de la tombe des munchūs de Kōchibara et Sūyama-Akahigibaru (幸地腹、惣山・赤比儀腹両門中墓誌?) (Municipal)
- Lions de pierre de Teruya (照屋の石彫獅子?) (Municipal)
- Résidence de la famille de Masuharu Kinjō (bâtiment principal, latrines-porcherie, puits, murs de pierre) (金城増治家住宅 主屋・フール・井戸・石垣?) (National)
- Résidence Ōshiro (大城家?) (Municipal)
- Sculptures bouddhistes par Dana Sōkei (田名宗経謹刻の仏像?) (Municipal)
- Source Sunjagā (潮平ガー?) (National)

### Patrimoine ethnologique
- Lunettes de plongée miikagan et leurs outils de fabrication (ミーカガン及び製作具一式?) (Municipal)
- Palanquin des villages de Zaha et Kakazu (字座波・賀数の龕?) (Municipal)

### Sites historiques
- Amas coquillier de Komesu (米須貝塚?) (Préfectoral)
- Château de Gushikawa (具志川城跡?) (National)
- Château de Nanzan/Château de Shimajiri-Ōzato (南山城跡 / 島尻大里城跡?) (Municipal)

### Lieux de beauté pittoresque
- Littoral de Kyan et littoral de Arasaki (喜屋武海岸及び荒崎海岸?) (National)

### Monuments naturels
- Littoral de Kyan et littoral de Arasaki (喜屋武海岸及び荒崎海岸?) (National)